# Kapelle Berzbuir

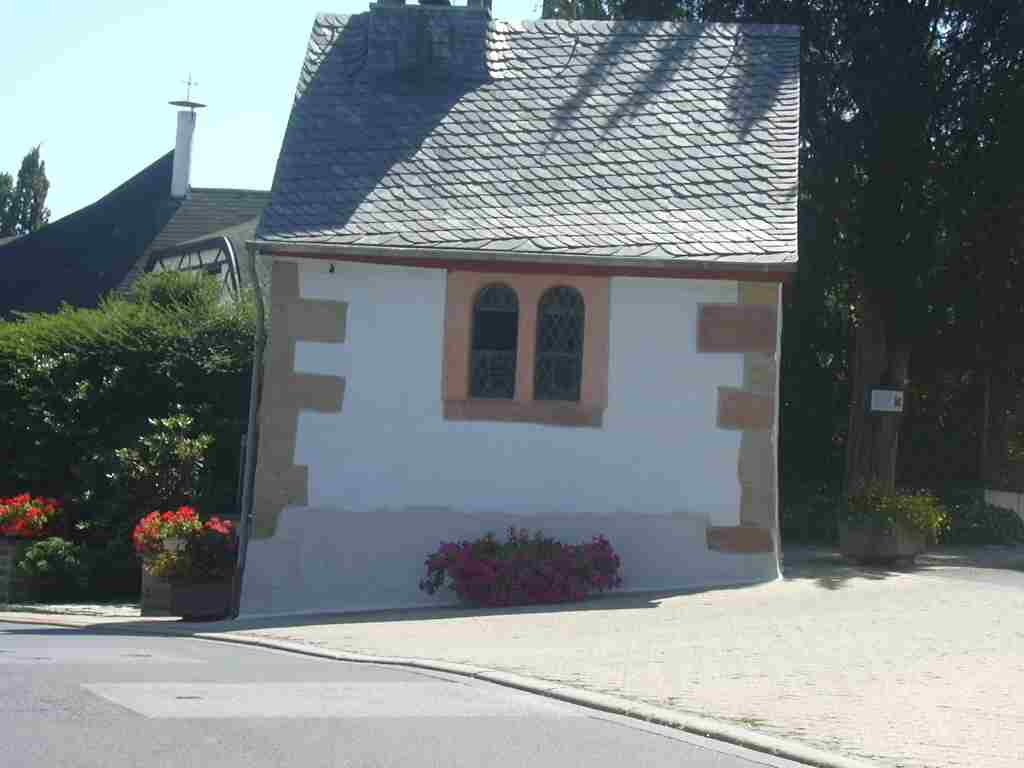
Die Kapelle

Die Kapelle Berzbuir ist ein Kirchengebäude im Dürener Stadtteil Berzbuir im Kreis Düren, Nordrhein-Westfalen.
Die 4,00 × 3,60 m große Kapelle wurde am 17. Mai 1649 kurz nach dem Dreißigjährigen Krieg geweiht. Auf dem Satteldach steht ein kleiner Turm. In ihm hängt seit 1773 eine kleine Glocke. Die Kapelle ist aus Bruchsteinen gebaut.
Im Jahr 1908 erfolgte eine Renovierung des Gebäudes, wobei das Dach statt mit Schiefer mit Dachziegeln gedeckt wurde und das Bruchsteinmauerwerk einen Außenputz erhielt. Nach dem Zweiten Weltkrieg wurden beim Wiederaufbau die „Renovierungssünden“ von 1908 beseitigt und der Urzustand wiederhergestellt. 
Die Kapelle besteht aus einem einzigen Raum. In diesem befindet sich ein Altartisch aus Buntsandstein und eine St. Anna-Selbdritt-Holzplastik. Sie stammt etwa aus dem Jahre 1470. 
Im Türstein steht in lateinischer Sprache, dass die Kapelle zu Ehren der heiligsten Dreifaltigkeit und der Jungfrau Maria geweiht wurde. Bis Mitte des 19. Jahrhunderts wurden in dem Kirchengebäude noch Messen gehalten. 
Die Kapelle steht unter Nr. 3/13 in der Denkmalliste der Stadt Düren.